# پری‌پارک (کلرادو)
پری‌پارک (به انگلیسی: Perry Park) یک منطقهٔ مسکونی در ایالات متحده آمریکا است که در شهرستان داگلاس، کلرادو واقع شده‌است. پری‌پارک ۲۲٫۲ کیلومتر مربع مساحت و ۱٬۶۴۶ نفر جمعیت دارد و ۱٬۹۷۱ متر بالاتر از سطح دریا واقع شده‌است.